# Trubczewsk
Trubczewsk (ros. Трубчевск) – miasto w Rosji, w obwodzie briańskim, na prawym brzegu rzeki Desny, 94 km na południe od Briańska, siedziba administracyjna rejonu trubczewskiego.

## Historia
Badania archeologiczne wykazały, że został założony w 975 r. w miejscu dzisiejszej wioski Kwietuń nad rzeką Trubiż.
Wspomniany w 1164 r. jako Trubiecz – gród należący do księstwa czernihowskiego. Później stał się stolicą udzielnego księstwa. Wymienia go także Słowo o wyprawie Igora (1185), opisując tragiczną wyprawę ruskich książąt siewierskich na Połowców, w której brał udział książę trubecko-kurski Wsiewołod.
Oddziały z Trubczewska uczestniczyły też w bitwie z Mongołami nad rzeką Kałką (1223). Około 1240 r. miasto zostało zniszczone przez Mongołów.

### W granicach Litwy
Kolejne wzmianki pochodzą dopiero z końca XIV wieku, gdy miejscowość, jako gród Wielkiego Księstwa Litewskiego, należała do wspólnego państwa polsko-litewskiego.
Brat Władysława Jagiełły, Dymitr Starszy, uczestnik bitwy z Tatarami na Kulikowym Polu (1380) był protoplastą rodu książąt Trubeckich, których mogiły znajdują się w XV-wiecznym soborze św. Trójcy, powstałym na miejscu wcześniejszej murowanej świątyni z XII wieku.
Za panowania króla Aleksandra Jagiellończyka, w czasie wojny litewsko-moskiewskiej 1500-1503, oddziały moskiewskie zaatakowały i w 1503 zajęły miasto, które na ponad sto lat znalazło się w Wielkim Księstwie Moskiewskim. W sierpniu 1581 roku zburzył je kasztelan kijowski Michał Wiśniowiecki.

### W I Rzeczypospolitej
Podczas wielkiej smuty w 1609 r. oddziały polskie odzyskały miasto, które powróciło w granice Rzeczypospolitej ma podstawie rozejmu w Dywilinie z 11 grudnia 1618, przywracającego Rzeczypospolitej także Smoleńsk, Biały, Rosław, Dorohobuż, Sierpiejsk, Nowogród Siewierski, Czernihów, Monastersko, Poczep, Newel, Siebież i Krasne. Powrót miasta do Rzeczypospolitej ostatecznie usankcjonował pokój z Rosją w Polanowie (1634).

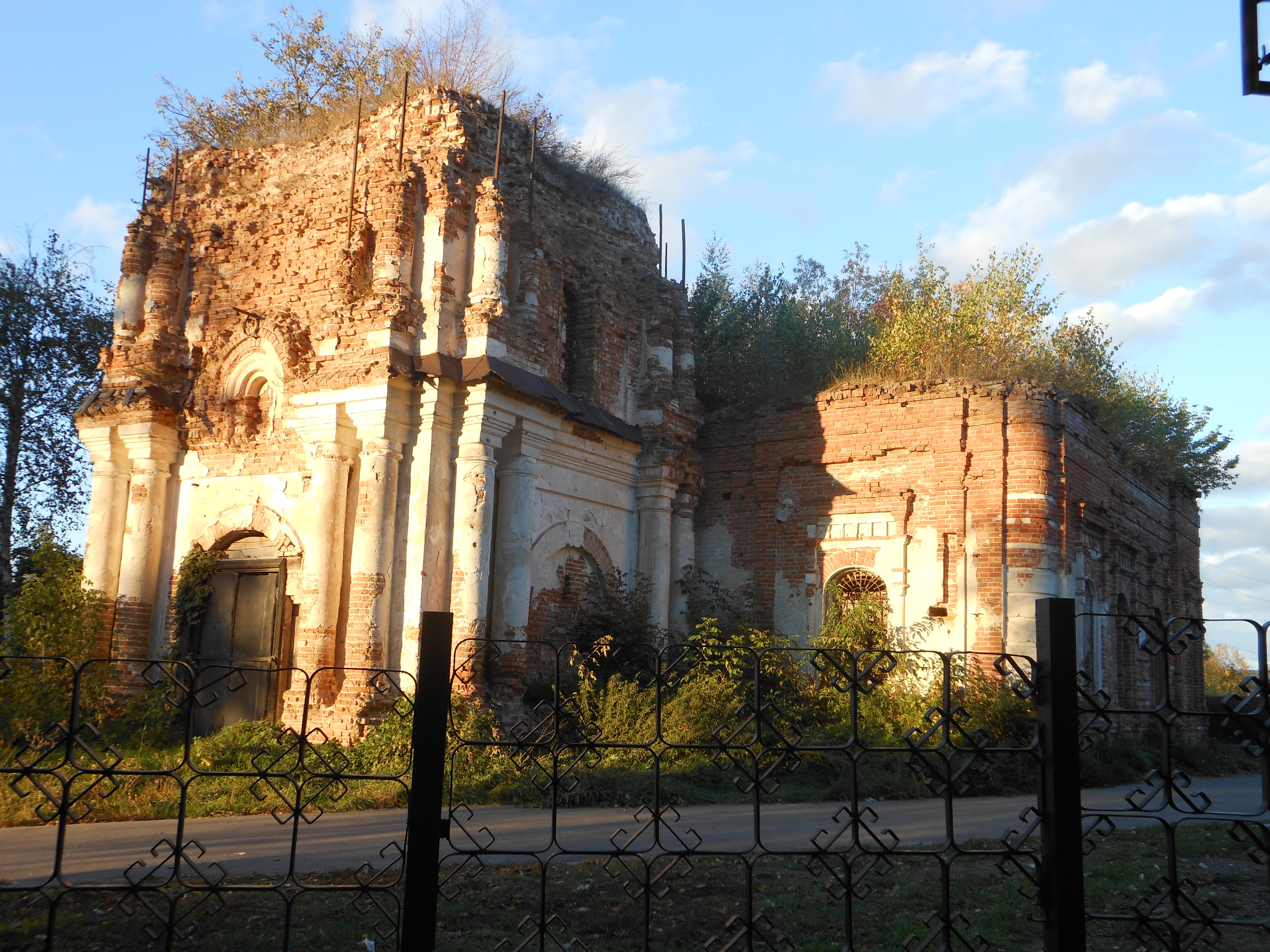
Ruiny XVII-wiecznej cerkwi

10 lat później król Władysław IV czynił szeroko zakrojone przygotowania do wojny z Turcją. Starał się pozyskać dla tych planów cara moskiewskiego. Gdy posłowie Moskwy zażądali wyjaśnień pogłosek o rzekomym nowym Samozwańcu – kandydacie do tronu carskiego na polskim dworze, Władysław IV w geście dobrej woli nakazał (1644) przekazanie pogranicznego miasta Rosjanom.
Sprzeciwił się temu Sejm Rzeczypospolitej (1645), a załoga, mieszczanie i biskup smoleński Piotr Parczewski rozpoczęli przygotowania do obrony przed Rosjanami. Twierdzę opanowała jednak gwardia królewska i wydała ją Moskwie (dowódca gwardii został później skazany przez Trybunał Litewski za bezprawne zajęcie zamku na banicję, ponieważ jednak egzekwowanie wyroków należało do króla, wyrok pozostał na papierze).

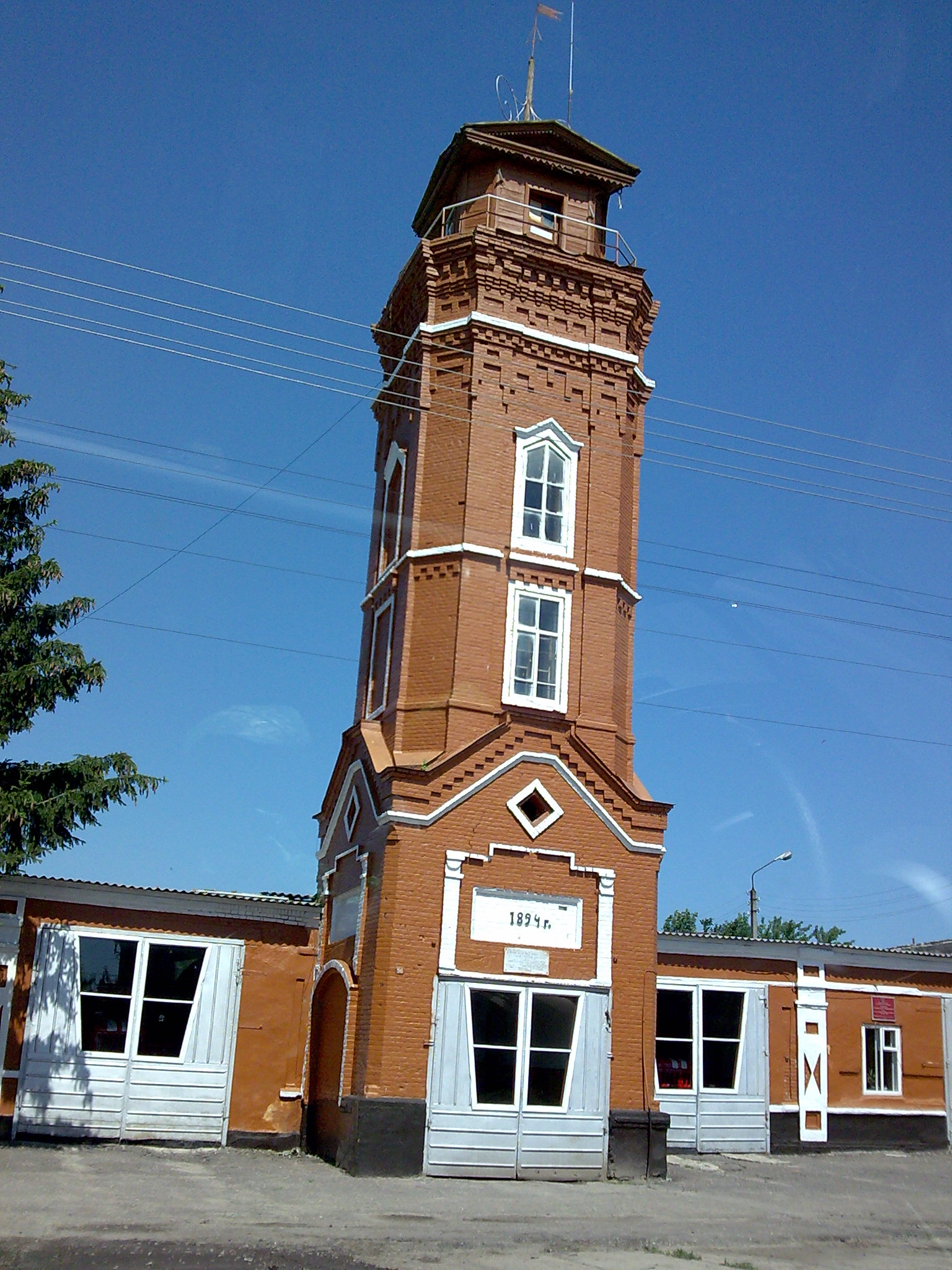
Wieża pożarowa z XIX w.

Miasto nigdy już do Rzeczypospolitej nie powróciło. Posłowie litewscy na kolejnym sejmie (1646) otrzymali od Korony rekompensatę w postaci Lubecza w województwie czernihowskim. Równocześnie ograniczono rozmiar gwardii i poddano ją jurysdykcji Marszałków Obojga Narodów.

### W granicach Rosji
W latach 1941–1943 pod okupacją niemiecką. Od 1944 Trubczewsk jest miastem rejonowym obwodu briańskiego.